# Jacob II van La Marche
Jacob II van La Marche (circa 1370 - Besançon, 24 september 1438) was van 1393 tot 1435 graaf van La Marche en Castres. Hij behoorde tot het huis Bourbon.

## Levensloop
Jacob II was de zoon van graaf Jan I van La Marche en gravin Catharina van Vendôme. In 1393 volgde hij zijn vader op als graaf van La Marche en Castres.
Hij nam voor het eerst de wapens op in de kruistocht tegen de Ottomanen, die in 1396 culmineerde in de Slag bij Nicopolis. Na zijn terugkeer naar Frankrijk leidde Jacob een troepenmacht die Engeland binnenviel om prins van Wales Owain Glyndŵr te steunen. Zijn troepen brandden in 1403 Plymouth plat, maar bij de terugkeer naar Frankrijk in 1404 zonken twaalf schepen in een storm.
In de Franse interne politiek was Jacob een aanhanger van hertog van Bourgondië Jan Zonder Vrees en een vijand van de Armagnacs. In 1415 arrangeerden edelen in het koninkrijk Napels het huwelijk van Jacob II met koningin Johanna II van Napels; het was haar tweede huwelijk. De edelen hoopten op die manier de invloed van Johanna's favorieten aan het Napolitaanse hof, Pandolfo Alopo en Muzio Sforza te breken in hun voordeel. Jacob liet Alopo executeren en Sforza gevangenzetten, maar hij liet ook Johanna opsluiten en hij nam de regering van Napels volledig over. De verontwaardigde edelen kwamen vervolgens in opstand en namen hem in 1416 gevangen. Jacob werd gedwongen om Sforza vrij te laten en het koningschap op te geven. In 1419 werd hij uit Napels verbannen. Het leek er echter op dat het huwelijk tussen Jacob en Johanna nooit werd geannuleerd en Jacob noch Johanna hertrouwden.
Jacob keerde terug naar Frankrijk. In 1428 vocht hij namens koning Karel VII van Frankrijk tegen de Engelsen. Tevens werd hij benoemd tot gouverneur van de Languedoc. In 1435 trad hij uit al zijn functies en werd hij monnik in het Franciscanenklooster van Besançon, waar hij in 1438 stierf.

## Huwelijken en nakomelingen
In 1406 huwde hij in Pamplona met Beatrix (1392-1412), dochter van koning Karel III van Navarra. Ze kregen drie kinderen:
- Eleonora (1407-1464), gravin van La Marche, huwde in 1429 met Bernard van Armagnac, graaf van Pardiac
- Isabella (1408-na 1445), zuster in Besançon
- Maria (1410-na 1445), zuster in Amiens

In 1415 huwde hij met zijn tweede echtgenote, koningin Johanna II van Napels (1373-1435). Dit huwelijk bleef kinderloos.
- Bibliothèque nationale de France: cb10687232q (data)
- Gemeinsame Normdatei: 1159078718
- International Standard Name Identifier: 0000 0001 1821 7492
- Virtual International Authority File: 79409514